# Salomon Vredeman de Vries
Salomon Vredeman de Vries (Mechelen, 1556 circa – L'Aia, 1604) è stato un pittore fiammingo.

## Biografia
Poco si conosce della vita e delle opere di quest'artista, figlio di Hans Vredeman de Vries e fratello maggiore di Paul.
L'unica informazione che ci è giunta è che, nel 1602, si trovava a Utrecht per lavorare alla decorazione dell'organo del duomo: il 14 agosto assieme a Adam Willaerts firmò il contratto relativo a questa commissione. L'accordo specificava che l'interno delle ante dell'organo dovesse rappresentare una chiesa in prospettiva con le figure di Davide con la sua arpa e di Santa Cecilia con un organo. L'esterno della custodia dell'organo era stata decorata a grottesche, in cui era specializzata la famiglia Vredeman de Vries, mentre internamente alle piccole ante presumibilmente Adam Willaerts aveva dipinto un paesaggio con rovine.
Salomon Vredeman de Vries dipinse quasi esclusivamente architetture e collaborò col padre assieme al fratello Paul.